# 安德烈斯·何塞·岡薩雷斯
安德烈斯·何塞·岡薩雷斯（西班牙語：Andrés José González，1989年3月25日—）是一位阿根廷游泳選手，專攻蝶泳項目。他代表阿根廷參加了2008年夏季奧運會，並最終在2010年南美運動會的200米蝶泳項目中獲得了銅牌，比賽地點是哥倫比亞的麥德林。
在2008年北京奧運會上，岡薩雷斯代表阿根廷參加了男子200米蝶泳比賽。在比賽前，他在聖馬力諾的拉丁杯比賽中以2:00.82的成績贏得了比賽，超越了世界水上運動B標（2:01.80）。在第二組比賽中，岡薩雷斯在整個比賽中一直落後，但在最後一個轉彎時，他展現出出色的游泳技巧，以2:00.36的成績獲得第三名，並創下了阿根廷紀錄。然而，岡薩雷斯未能晉級半決賽，他在預賽中排名第33位。

## 外部連結
- NBC Olympics Profile